# Stade de Reims
Stade de Reims, Stade Reims ali preprosto Reims je francoski nogometni klub s sedežem v Reimsu. Klub je bil ustanovljen leta 1910 pod imenom Société Sportive du Parc Pommery in trenutno igra v Ligue 1, 1. francoski nogometni ligi.
Reims je eden izmed najbolj uspešnih klubov v francoski zgodovini nogometa, saj je osvojil šest naslovov prvaka, en naslov prvaka 2. lige, dva naslova pokalnega prvaka, en naslov pokalnega podprvaka, en naslov prvaka ligaškega pokala in pet naslovov prvaka pokala šampionov. Klub je bil uspešen tudi na evropski ravni, saj je bil v evropskem pokalu dvakrat podprvak (1956, 1959) in prvak latinskega pokala (1953) in alpskega pokala (1977). Po sezoni 1978/79 je bil relegirani v drugo francosko ligo, a po sezoni 2011/12, po več kot tridesetih letih mu je uspelo najti mesto v Ligue 1, kjer je igral do konca sezone 2015/16, ko je bil ponovno relegiran.
Reims igra svoje domače tekme na Stade Auguste Delaune. Barvi dresov sta rdeča in bela. 